# Belén Rueda

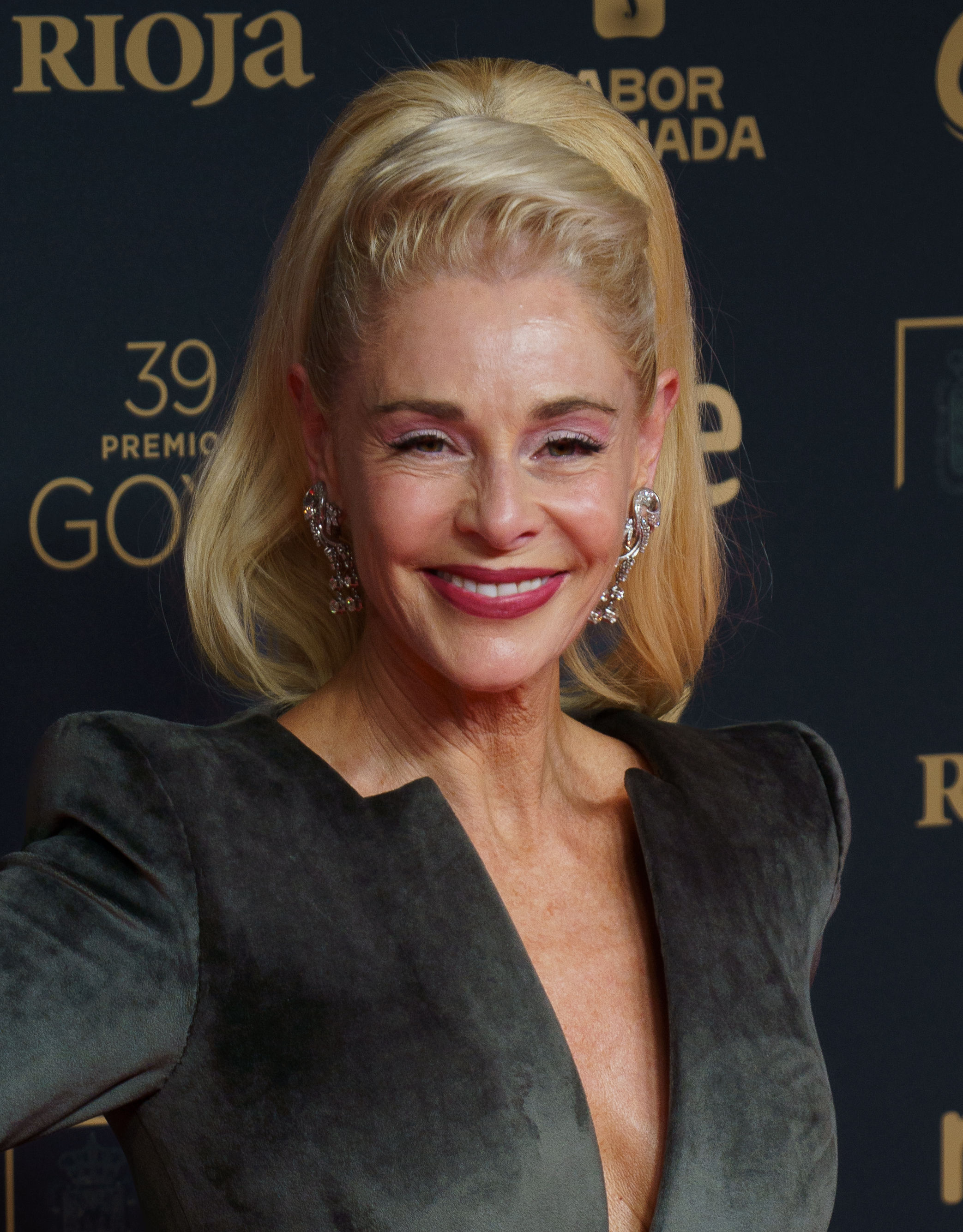
Belén Rueda (2025)

Belén Rueda (* 16. März 1965 in Madrid; eigentlich María Belén Rueda García-Porrero) ist eine spanische Schauspielerin. Nach einer Tätigkeit als Model und Moderatorin gelang ihr Ende der 1990er Jahre der Sprung ins Schauspielfach. Einem breiten Publikum wurde sie durch Hauptrollen in den spanischen Spielfilmen Das Meer in mir (2004) und Das Waisenhaus (2007) bekannt.

## Biografie

### Ausbildung und Beginn der Fernsehkarriere
Belén Rueda wurde 1965 als Tochter eines Bauingenieurs und einer Ballettlehrerin in Madrid geboren. Sie wuchs als mittlere von drei Schwestern bis zu ihrem siebten Lebensjahr in ihrer Geburtsstadt auf, ehe die Familie aufgrund der Asthma-Erkrankung ihrer jüngsten Schwester nach Alicante umzog. In ihrer Kindheit eiferte Rueda ihrer Mutter nach und erhielt Ballettunterricht, lehnte aber im Alter von 13 Jahren ein Ballett-Stipendium, das sie nach Paris geführt hätte, ab. Nach Abschluss der 12. Klasse kehrte sie im Alter von 18 Jahren wieder nach Madrid zurück. Dort begann sie ein Architekturstudium, welches sie aber nach der Heirat mit einem sieben Jahre älteren Italiener abbrach. Mit ihrem ersten Ehemann lebte sie zwei Jahre (1985–1987) in dessen Heimatland.
Nach der Trennung von ihrem Ehemann kehrte Rueda nach Madrid zurück und verdiente sich als Maklerin und Model ihren Lebensunterhalt. Sie erschien als Schauspielerin in Fernsehwerbespots und leitete später eine Tanzschule in Alicante. Anfang der 1990er Jahre gelang Rueda der Sprung ins spanische Fernsehen, als sie einen kleinen Posten als Hostess in José Luis Morenos Comedy-Show VIP noche von Telecinco erhielt, der später zum Moderatoren-Part ausgebaut wurde. Mit ihrem befreundeten Co-Moderator Emilio Aragón erschien sie daraufhin in weiteren Fernsehformaten wie Noche, noche (1993) und wechselte später zum Fernsehsender Antena 3. Dort war sie als Moderatorin in Programmen wie La ruleta de la fortuna, der spanischen Version von Glücksrad, zu sehen. Für die Co-Moderation der Musikshow Ta tocao erhielt sie 1994 eine Nominierung für den TP de Oro, der zu den wichtigsten Fernsehpreisen Spaniens gehört.
Ende der 1990er Jahre wechselte Rueda mit Hilfe des Fernsehproduzenten Daniel Écija, mit dem sie auch zwischenzeitlich das private Glück fand, ins Schauspielfach. Ihr Debüt im spanischen Fernsehen gab sie 1997 mit einer wiederkehrenden Rolle in der preisgekrönten Telecinco-Serie Médico de familia an der Seite ihres alten Weggefährten Emilio Aragón. Der Part der idealistischen Clara Nadal wurde vom Publikum so erfolgreich angenommen, dass ein Jahr später die Spin-off-Sendung Periodistas folgte, in der sie von 1998 bis 2002 in über hundert Folgen die Rolle der alleinerziehenden Mutter und Fotografin weiterführte. Diese wird zwar zur Redakteurin des Lokalteils einer Zeitung befördert, ihr ist aber nur wenig Glück in der Liebe beschieden.
Ab 2003 übernahm Rueda die Hauptrolle der Lucía in der Fernsehserie Los Serrano, einer geduldigen Spanischprofessorin und Mutter von zwei Töchtern, die in eine Madrider Gastwirtsfamilie einheiratet. Die Serie galt bei Kritikern und Publikum als sehr beliebt und erreichte einen Marktanteil von bis zu 38 Prozent. Ruedas darstellerische Leistung wurde unter anderem mit Nominierungen für den Fotogramas de Plata und den Premios Unión de Actores, dem Preis der spanischen Schauspielervereinigung, belohnt. 2008 verließ sie vorzeitig die Serie, um sich anderen Projekten zu widmen, äußerte sich aber rückwirkend positiv über ihre Fernsehkarriere. „Wenn Sie viele Jahre die gleichen Charaktere verkörpern, müssen Sie ein wenig Zeit verstreichen lassen, um nicht an Glaubwürdigkeit zu verlieren, aber nicht, weil ich denke, dass das Fernsehen minderwertiger für eine Schauspielerin ist“ so Rueda 2006 in einem Interview mit der Tageszeitung El País. „Mir hat das Fernsehen alles gegeben. Es gab mir die Chance, das Handwerk zu erlernen, befähigte mich Charaktere verschiedener Facetten zu interpretieren und weiterzuentwickeln.“

### Filmkarriere
Parallel zu ihrer Fernsehkarriere feierte die 1,73 Meter große Schauspielerin 2004 ihr Kinodebüt mit Alejandro Amenábars Das Meer in mir. In dem Drama, basierend auf einer wahren Begebenheit, ist sie als schwerkranke Anwältin des gelähmten Galiciers Ramón Sampedro (gespielt von Javier Bardem) zu sehen. Dieser hatte durch seinen jahrelangen Kampf um das Recht auf aktive Sterbehilfe in Spanien Bekanntheit erlangt. Zu ihrer eigenen Überraschung erhielt sie die Rolle der Julia, die ihr Selbstvertrauen stärkte. Wie auch das übrige Schauspielensemble um Bardem, Lola Dueñas und Mabel Rivera erhielt Rueda großes Lob seitens der Kritiker. Während Amenábars Film 2005 den Oscar als bester fremdsprachiger Film gewann, wurde die sensible Schauspielerin im selben Jahr mit dem wichtigsten spanischen Filmpreis, dem Goya, als Beste Nachwuchsdarstellerin, dem Preis der spanischen Schauspielgilde und der spanischen Filmkritikervereinigung ausgezeichnet.

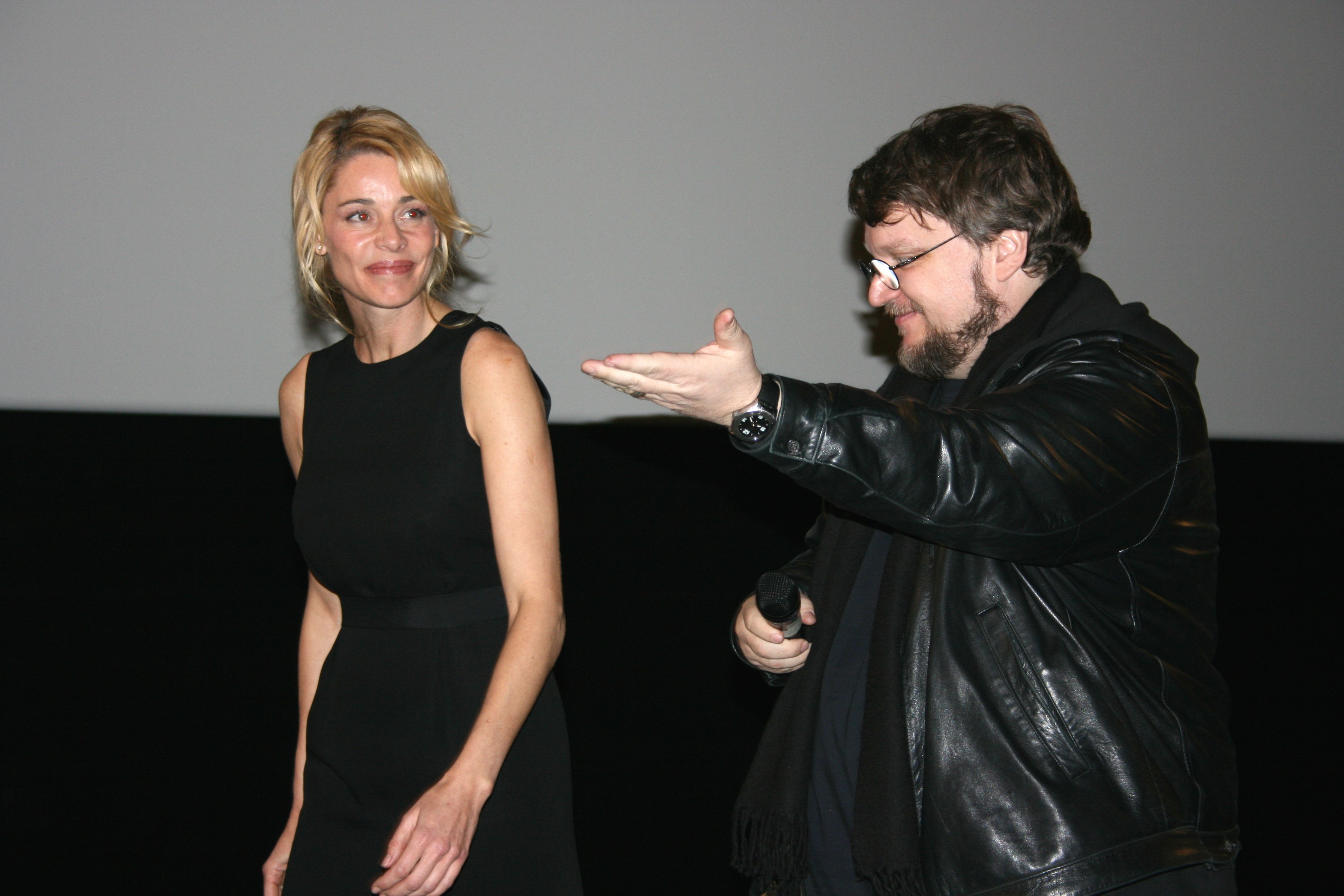
Rueda gemeinsam mit Guillermo del Toro

Nach Francesc Talaveras Kurzfilm Retruc (2005) und einer kleinen Rolle in dem in Barcelona abgedrehten internationalen Independentfilm Wilde Unschuld (2007) gelang es Rueda mit der Hauptrolle in Juan Antonio Bayonas Das Waisenhaus (2007) an den vorangegangenen Erfolg anzuknüpfen. In dem spanischen Mystery-Thriller, produziert von Guillermo del Toro, schlüpfte sie in die Rolle der verheiraten Laura, die mit ihrem Ehemann und dem 7-jährigen Adoptivsohn Simon in ein verlassenes Waisenhaus an der spanischen Atlantikküste einzieht, in dem sie aufgewachsen ist. Das Familienglück, dass mit der Neueröffnung des Waisenhauses gekrönt werden soll, zerbricht, als am Eröffnungstag Simon spurlos verschwindet, nachdem er zuvor von unsichtbaren Freunden berichtet hatte. Das Waisenhaus war internationaler Erfolg bei Kritikern und Publikum beschieden, wurde unter anderem mit sieben Goyas ausgezeichnet und war 2008 Spaniens Kandidat für eine Oscar-Nominierung in der Kategorie Bester fremdsprachiger Film. Rueda erhielt für ihre Leistung als verzweifelte Mutter, die sich auf die Suche nach ihrem verschwundenen Sohn begibt, erneut Nominierungen für die wichtigsten spanischen Filmpreise, den amerikanischen Saturn Award und den Europäischen Filmpreis 2008. Ebenfalls im Jahr 2008 erhielt sie für ihre Arbeit als Film-, Fernseh- und Theaterdarstellerin den spanischen Montblanc Preis für Frauen zugesprochen.
2010 folgte die weibliche Hauptrolle in dem psychologischen Thriller El mal ajeno von Óskar Santos Gómez. In dem von Alejandro Amenábar produzierten Film war sie an der Seite von Eduardo Noriega zu sehen. Im selben Jahr folgte die Hauptrolle in Guillem Morales’ Horrorfilm Julia’s Eyes (2010) neben Lluís Homar, in dem sie eine langsam erblindende Frau spielt, die den mysteriösen Selbstmord ihrer ebenfalls blinden Zwillingsschwester aufzuklären versucht. Die Doppelrolle in dem von Guillermo del Toro produzierten Film brachte ihre erneut Nominierungen für die spanischen Filmpreise Goya, Fotogramas de Plata und Premio del Círculo de Escritores Cinematográficos ein.
Bis zur offiziellen Trennung im Jahr 2004 war Rueda in zweiter Ehe mit Daniel Écija verheiratet, mit dem sie 15 Jahre liiert gewesen war. Aus der Beziehung mit dem Fernsehproduzenten, der als Gründer und Hauptaktionär der Firma Globomedia an Ruedas Serien Médico de familia, Periodistas und Los Serrano beteiligt war, gingen drei Töchter (geboren 1994, 1996 und 1998) hervor. Das mittlere Kind verstarb 1996 noch im Säuglingsalter an einer Herzschwäche. Mit ihren beiden Töchtern lebt Rueda in Madrid und schützt ihr Privatleben vor der Presse.
Im Januar 2007 erschien die Schauspielerin in der Madrider Aufführung von Patrick Marbers Drama Hautnah am Teatro Lara, in der Rolle der Anna, die 2004 in der gleichnamigen Hollywood-Verfilmung von Julia Roberts interpretiert worden war. Die Tageszeitung El Mundo lobte sie daraufhin für ihr Theaterdebüt unter der Regie Mariano Barrosos, bei dem sie Neugierde und Charisma ausstrahlen würde.

## Filmografie

### Spielfilme
- 2001: Retruc (Kurzfilm)
- 2004: Das Meer in mir (Mar adentro)
- 2007: Wilde Unschuld (Savage Grace)
- 2007: Das Waisenhaus (El orfanato)
- 2008: 8 citas
- 2009: Spanish Movie
- 2010: El mal ajeno
- 2010: Julia’s Eyes (Los ojos de Julia)
- 2011: No tengas miedo
- 2012: The Body – Die Leiche (El cuerpo)
- 2013: 7th Floor – Jede Sekunde zählt (Séptimo)
- 2013: Ismael
- 2014: Strings (Kurzfilm, Stimme)
- 2015: Broken Basket (Kurzfilm)
- 2015: Una vez (Kurzfilm)
- 2016: The Night My Mother Killed My Father (La noche que mi madre mató a mi padre)
- 2017: Orbiter 9 – Das letzte Experiment (Órbita 9)
- 2017: Perfectos desconocidos
- 2018: Saras Tagebuch (El cuaderno de Sara)
- 2018: You Shall Not Sleep (No dormirás)
- 2018: Parallelwelten (Durante la tormenta)
- 2018: The Pact (El pacto)
- 2019: Die Stille des Todes (El silencio de la ciudad blanca)
- 2021: Perfekt ist anders (La familia perfecta)
- 2023: Phenomena (Fenómenas)
- 2023: La ermita
- 2024: Free Falling – Tanz am Abgrund (Caída libre)
- 2025: Un funeral de locos

### Fernsehen (Auswahl)
- 1997: Médico de familia (Serie)
- 1998–2002: Periodistas (Serie)
- 2003–2008: Los Serrano (Serie)
- 2010: La princesa de Éboli (Mehrteiler)
- 2011: El barco (Serie)
- 2012–2013: Luna, el misterio de Calenda (Serie)
- 2014–2015: Pablo Balboa y Candela Bermejo hacen una escapada a París (Serie)
- 2016: La embajada (Serie)
- 2020–2021: Madres. Amor y vida (Serie)
- 2021: Demente (Serie, Regie)
- 2023: Der Schrei der Schmetterlinge (El grito de las mariposas; Miniserie)
- 2024: Eva & Nicole (Serie)

## Auszeichnungen

### Goya
- 2005: Beste Nachwuchsdarstellerin für Das Meer in mir
- 2008: nominiert als Beste Hauptdarstellerin für Das Waisenhaus
- 2011: nominiert als Beste Hauptdarstellerin für Julia’s Eyes

### Europäischer Filmpreis
- 2008: nominiert als Beste Darstellerin für Das Waisenhaus

### Weitere
Fantasporto
- 2008: Beste Darstellerin für Das Waisenhaus

Fotogramas de Plata
- 2004: nominiert als Beste Fernsehdarstellerin für Los Serrano
- 2005: Beste Kinodarstellerin für Das Meer in mir
- 2008: Beste Kinodarstellerin für Das Waisenhaus
- 2011: nominiert als Beste Kinodarstellerin für Julia’s Eyes

Premios Barcelona de Cinema
- 2007: Beste Darstellerin für Das Waisenhaus

Premios del Círculo de Escritores Cinematográficos
- 2005: Beste Nachwuchsdarstellerin für Das Meer in mir
- 2008: nominiert als Beste Hauptdarstellerin für Das Waisenhaus
- 2011: nominiert als Beste Hauptdarstellerin für Julia’s Eyes
- 2012: nominiert als Beste Nebendarstellerin für No tengas miedo

Premios Unión de Actores
- 2005: Beste Nachwuchsdarstellerin für Das Meer in mir
- 2006: nominiert als Beste Hauptdarstellerin in einer Fernsehserie für Los Serrano
- 2008: nominiert als Beste Hauptdarstellerin für Das Waisenhaus

Saturn Award
- 2008: nominiert als Beste Hauptdarstellerin für Das Waisenhaus

TP de Oro
- 1994: nominiert als Beste Moderatorin für Ta tocao
- 2004: nominiert als Beste Darstellerin für Los Serrano